# Leuchtturm Söderskär
Der Leuchtturm Söderskär (finnisch Söderskärin majakka) ist benannt nach einer der gleichnamigen äußeren Porvoo-Inseln an der Südküste Finnlands und ist etwa 15 Seemeilen von Helsinki entfernt.
Bereits zu Beginn des 18. Jahrhunderts soll auf der Insel der erste hölzerne Leuchtturm errichtet worden sein. Der heutige Leuchtturm wurde 1862 gebaut. Die Spitze des Leuchtturms liegt 40 Meter über Wasser. Die Insel ist per Boot von Helsinki aus zu besichtigen und wird in etwa 3,5 Stunden erreicht.

## Geschichte
Nach dem Ende des Russisch-Schwedischen Krieges im Jahr 1809 musste Schweden als Bedingung aus dem Vertrag von Fredrikshamn Finnland an Russland abtreten und dieses wurde Bestandteil des Großfürstentums Finnland. Der erste Leuchtturm in der Nähe von Pelling wurde 1832 auf der Insel Glosholm errichtet. Bald nach dem Bau des Leuchtturms fiel auf, dass er zu weit vom Fahrwasser entfernt war und sogar Schiffsunglücke verursachte. Es wurde beschlossen, auf der Insel Söderskär einen neuen Leuchtturm zu bauen. Der in Deutschland geborene finnische Architekt Ernst Lohrmann (1803–1870) gilt als Begründer des neugotischen Stils in Finnland. Der von ihm entworfene sechsstöckige neugotische Leuchtturm wurde 1862 auf der Insel Söderskär fertiggestellt.

## Leuchtturm
Der 8,6 Meter hohe untere Teil des Turms bestand aus Granit-Stein und der Rest aus Ziegeln. Er ist einer der vierzehn Backstein-Leuchttürme Finnlands und einer der drei verbliebenen achteckigen Leuchttürme neben dem von Norrskär und Russarö. Der optische Apparat mit einer Linsenausrüstung von Söderskär war eine weitere französische Fresnel-Linsenausrüstung, die in den 1860er Jahren für Finnland bestellt wurde. Die Linsenausrüstung war von einer Glaslaterne mit bronzenen Löwenköpfen in jeder der zehn unteren Ecken des Kupferdachs umgeben.
Der Leuchtturmmeister erhielt 1911 ein eigenes Wohnhaus, für die drei Wärterhelfer und ihre Familien wurden Nebengebäude als soziale Einrichtungen und Wohnungen sowie Lagergebäude aus Holz errichtet. 1957 verließen die Leuchtturmwärter den Leuchtturm und der Leuchtturm wurde automatisiert. Schließlich wurde der Leuchtturm 1989 vollständig abgeschaltet.
1995 wurde der Leuchtturm von der Finnischen Seeverwaltung aufgegeben und verkauft und für touristische Zwecke genutzt. Das Leuchtturmgebäude erhielt 2010 einen Bauschutzbescheid. Dem Beschluss zufolge ist es sowohl schifffahrts- und technikgeschichtlich als auch bau- und nutzungsgeschichtlich kulturgeschichtlich bedeutsam. Der Leuchtturm muss sowohl innen als auch außen möglichst intakt gehalten werden, es dürfen nur geringfügige Reparaturen an ihm vorgenommen werden und seine technische Ausstattung darf nicht entfernt werden. Der Leuchtturm befindet sich in Privatbesitz und dient als Touristenziel.

Bilder vom Leuchtfeuer Söderskär
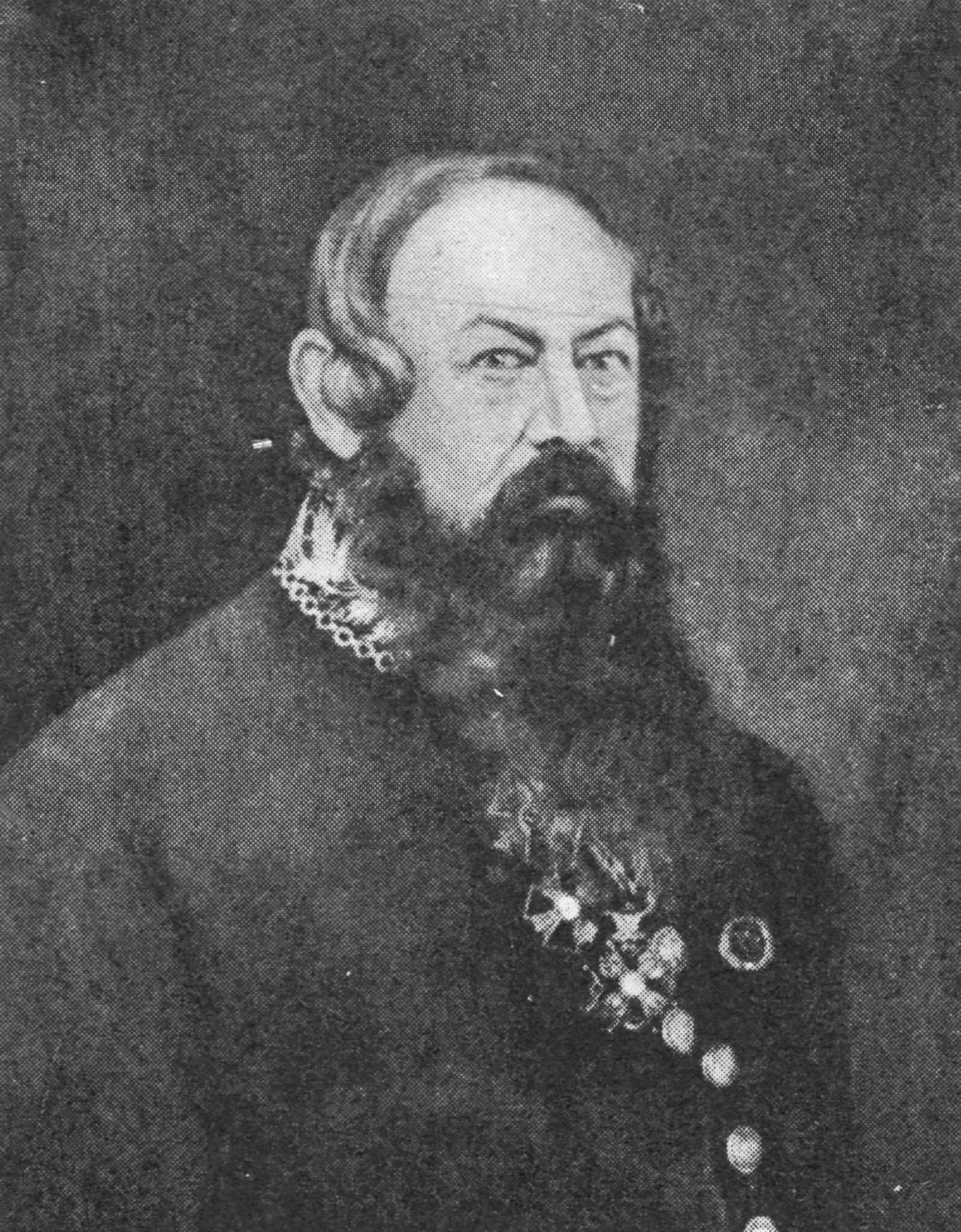
Architekt Ernst Lohrmann (1803 – 1870) in Öl, 1905
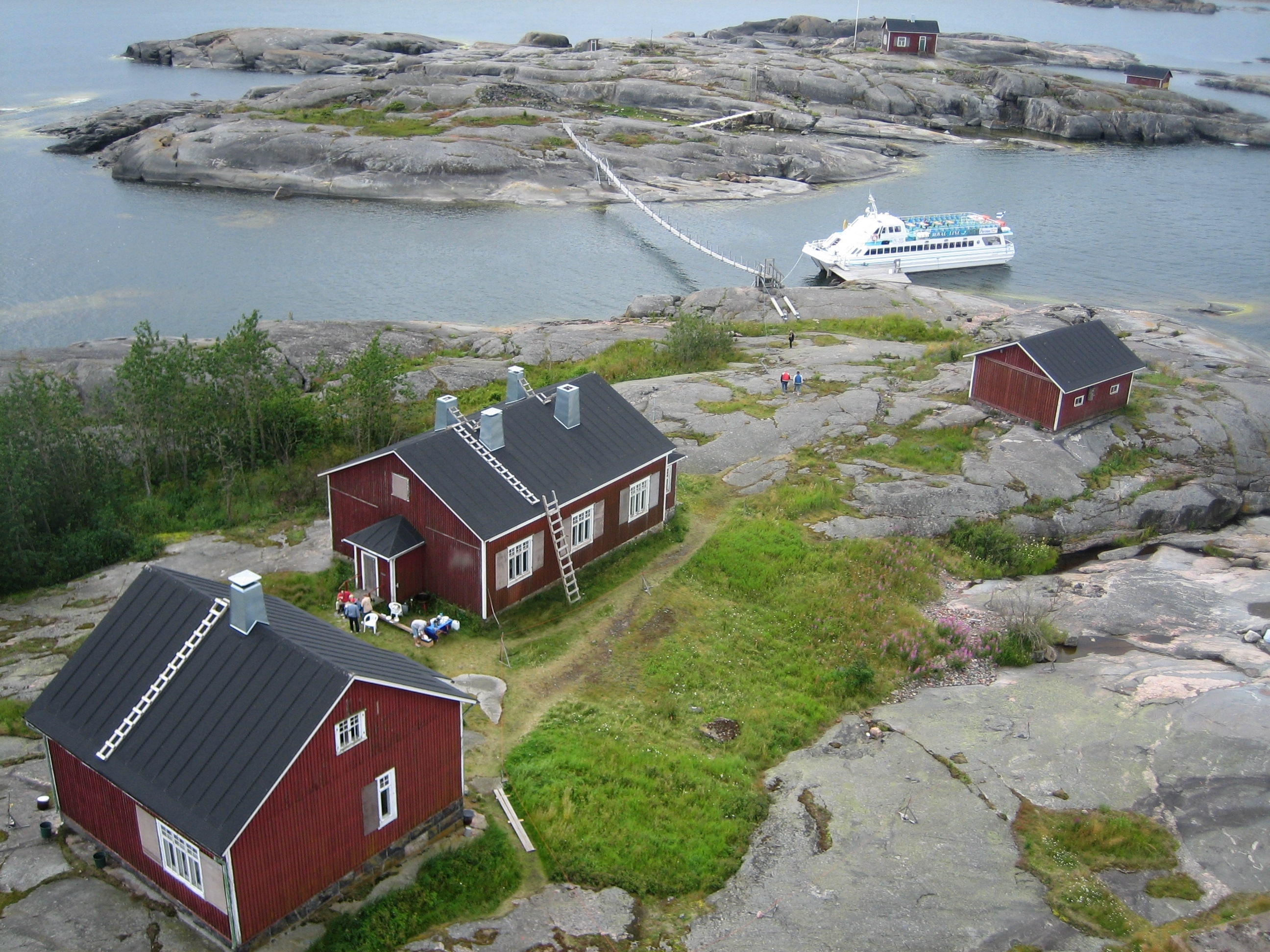
Scenerie von Oben, 2008
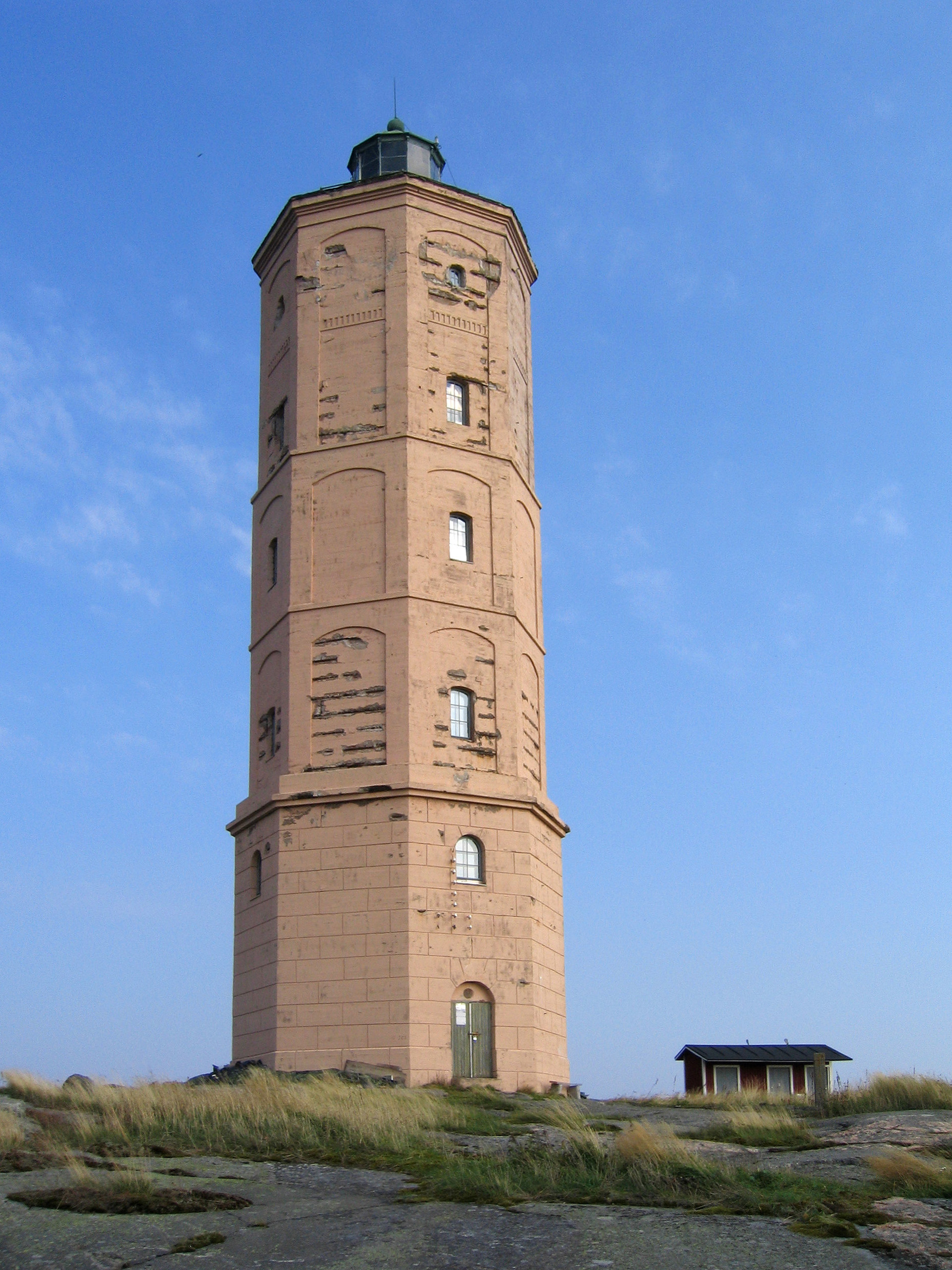
Söderskär, 2005
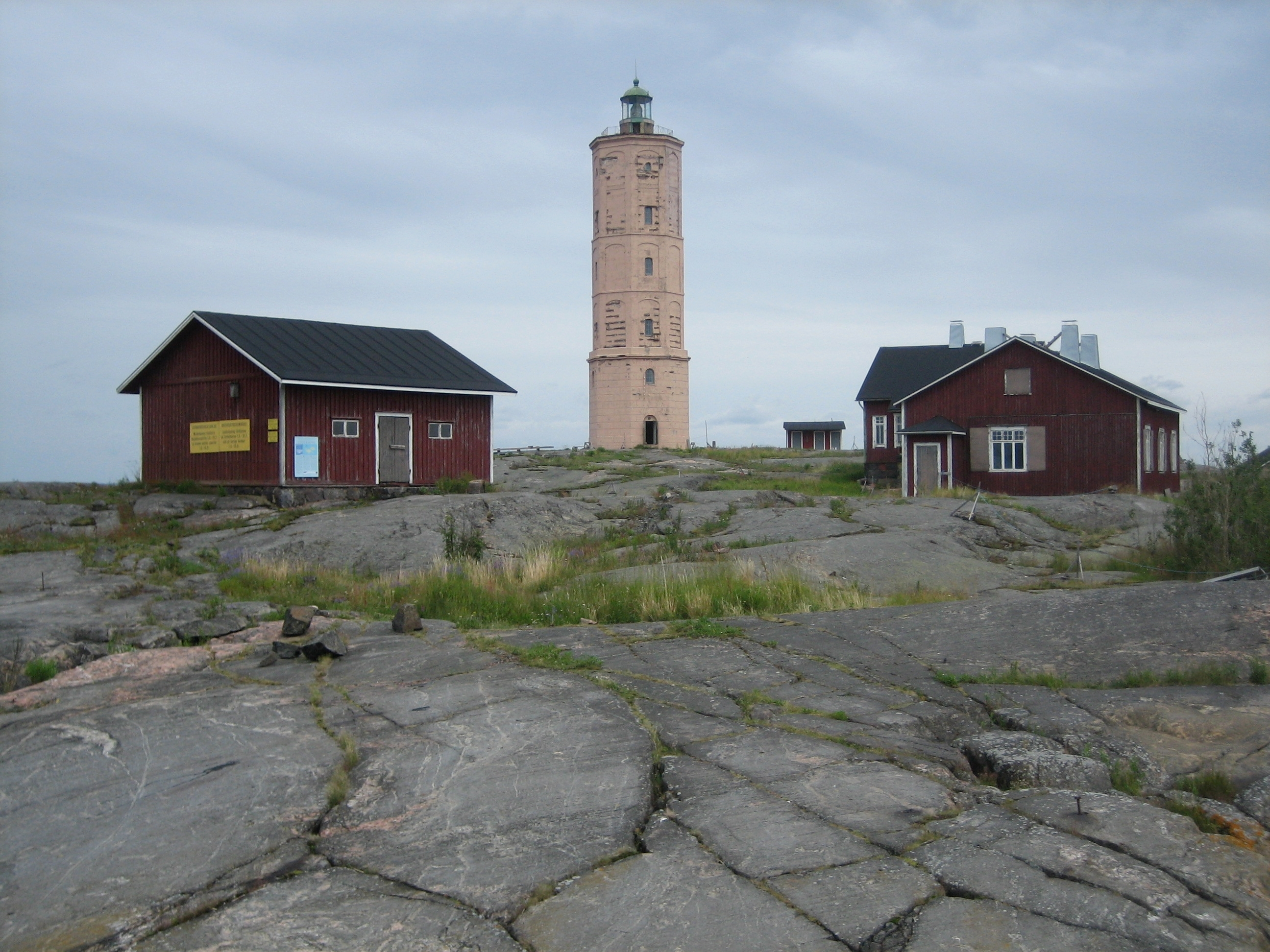
Ansicht Leuchtturm, 2008
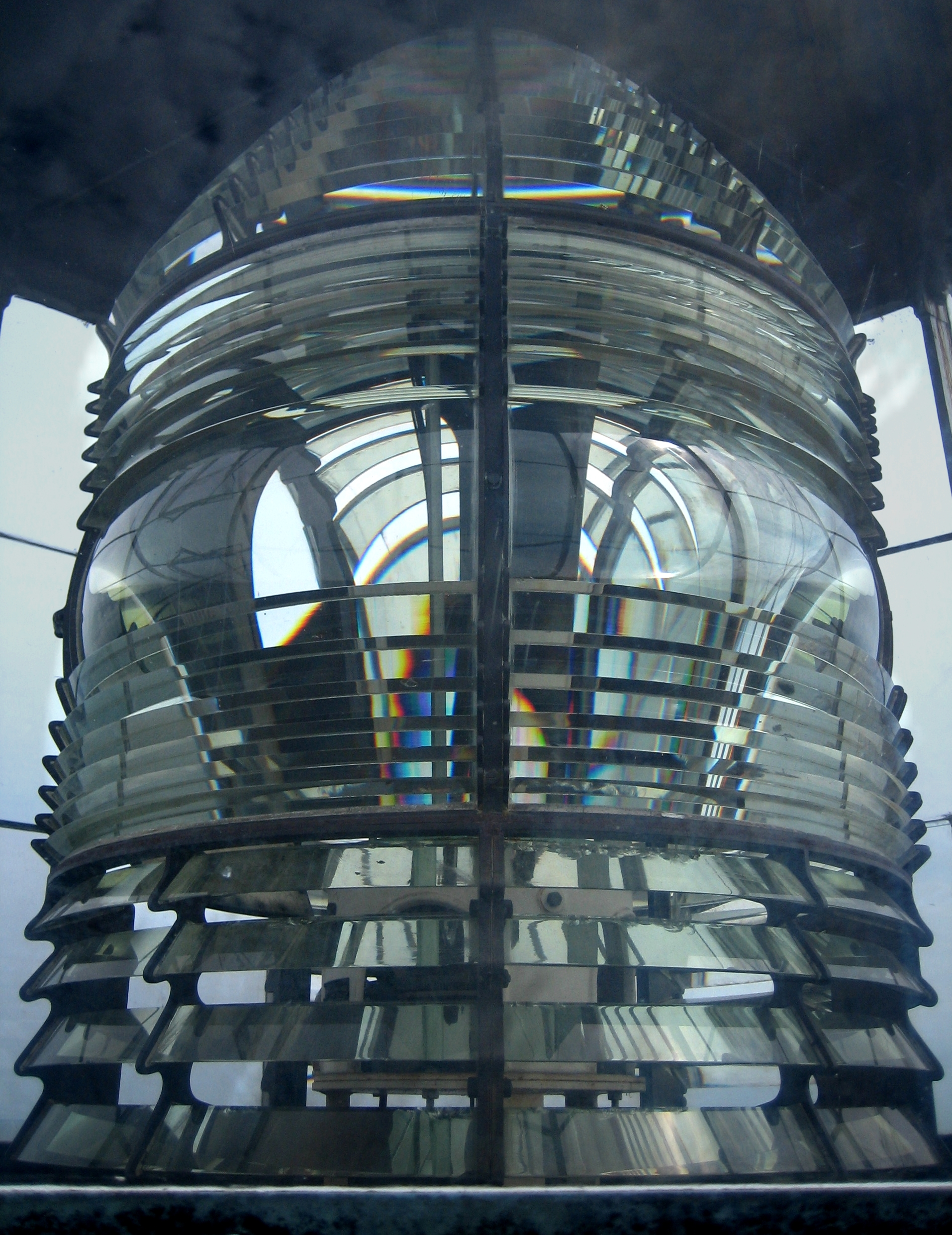
Ansicht Leuchtturmlinse, 2008